# Mérulaxe de la Perijá
Vous lisez un « bon article » labellisé en 2015.
Scytalopus perijanus
Espèce
Statut de conservation UICN

 VU  : Vulnérable
Le Mérulaxe de la Perijá (Scytalopus perijanus) est une espèce de passereaux de la famille des Rhinocryptidae, endémique de la serranía de Perijá, une petite chaîne de montagnes s'étendant de part et d'autre de la frontière entre la Colombie et le Venezuela. Cet oiseau, qui mesure entre 10 et 12 cm, peuple les forêts entre 1 600 et 3 225 mètres d'altitude. L'adulte a la tête de couleur gris neutre, la nuque brune, le dos brun barré de sépia tandis que la gorge et la poitrine sont lavées de blanc. La femelle se distingue notamment par une tache brune au niveau de la nuque plus nette que celle du mâle et le bas de sa poitrine est mêlé de chamois pâle.
C'est un oiseau discret et difficile à observer. Sa niche écologique est très mal connue : il se nourrit d'insectes et la reproduction aurait lieu entre avril et juillet. Selon les auteurs Jorge Enrique Avendaño et al. (2015), cette espèce répond aux critères de l'Union internationale pour la conservation de la nature (UICN) pour être considérée comme étant une « espèce en danger » (EN), son aire de répartition estimée à environ 5 000 km2 devant probablement continuer de diminuer. Elle est finalement classée en 2016 en tant qu'« espèce vulnérable ». La réserve naturelle de Chamicero del Perijá en Colombie et le parc national Sierra de Perijá au Venezuela devraient permettre de protéger partiellement son habitat.

## Description

### Plumage et mensurations

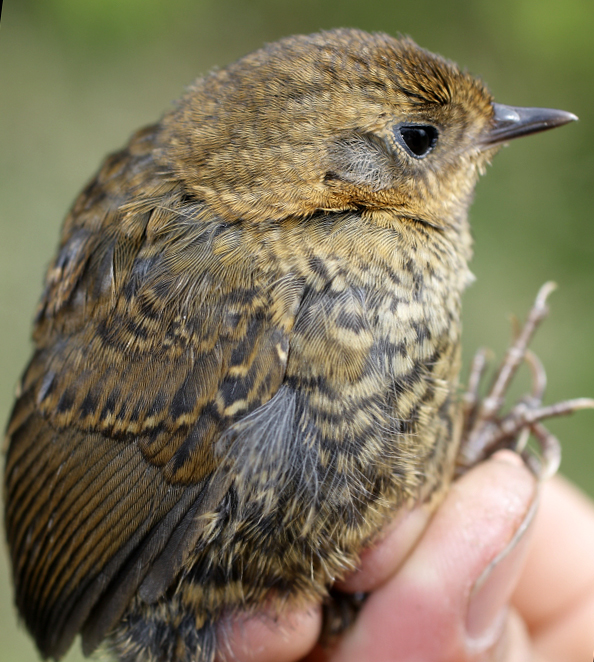
Jeune Mérulaxe de la Perijá.

C'est un petit oiseau de 10 à 12 cm de longueur. Il pèse en moyenne entre 17 et 18 grammes. Le front, les lores, la couronne, le manteau et les scapulaires sont de couleur gris neutre. La nuque est brune, tout comme le dessus de la queue, le dessous étant d'un brun barré légèrement de blanc. Alors que le dos et le croupion sont bruns barrés de sépia, la gorge, la poitrine et le centre du ventre sont lavés de blanc. Le bas du ventre et les flancs sont fauve. Le bec, d'un peu moins de 7 mm de longueur, est de couleur corne. Les pattes, dont le tarse fait environ 21 mm, sont brunes derrière et blanchâtres devant. L'iris est brun sombre. Les ailes, à plat, mesurent en moyenne près de 58 mm. La femelle se distingue par une tache brune au niveau de la nuque plus nette que celle du mâle et le bas de sa poitrine est mêlé de chamois pâle. Selon les spécimens observés, la taille de la queue est d'environ 40 mm et le nombre de rectrices varie entre 8 et 12. Les jeunes oiseaux sont d'apparence jaunâtre avec des flancs barrés de marron.

### Espèces similaires
Selon les résultats de l'analyse des séquences du gène mitochondrial ND2 qui a été menée sur différents spécimens, les espèces les plus proches du Mérulaxe de la Perijá sont S. meridanus, S. caracae et S. latebricola. Cependant, la divergence génétique avec ces trois espèces étant significative, cela suppose une longue période d'isolement. Le Mérulaxe de la Perijá se rapproche le plus, en termes de coloration du plumage, de la population de Scytalopus griseicollis de la région située au milieu des Andes orientales, les mâles et les femelles se distinguant par leur nuque brune. Le Mérulaxe de la Perijá ressemble également à S. caracae, mais avec une partie ventrale de couleur plus terne, et à S. meridanus qui a un plumage tirant plus sur le brun au niveau du dos.

## Écologie et comportement
Comme les autres espèces du genre Scytalopus, le Mérulaxe de la Perijá est un oiseau discret et difficile à observer. Son cri et son chant diffèrent de ceux de la plupart des autres espèces du genre. Son cri est court et rapide. Quant à son chant, il est composé de churr courts répétés deux à 65 fois,, de 0,5 à 3 secondes d'intervalle.

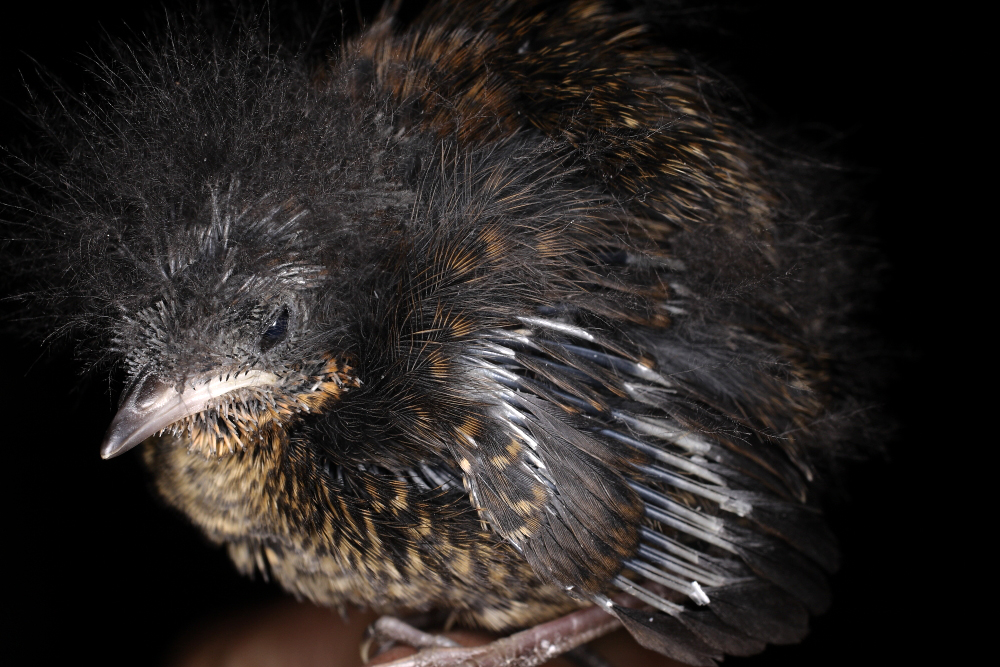
Oisillon de Mérulaxe de la Perijá.

La reproduction du Mérulaxe de la Perijá est méconnue. Il est cependant probable qu'il niche entre avril et juillet. Les jeunes oiseaux pourraient quitter le nid dès la fin du mois de juin. Comme pour les autres espèces du genre Scytalopus, le mâle participe à l'éducation des jeunes. Le nid, qui mesure 12 cm de diamètre pour 9 cm de largeur et 14,5 cm de profondeur, est construit dans une cavité souterraine. L'entrée se fait via un court tunnel de 10 cm de longueur et de 4,2 cm de diamètre, relié à la chambre de forme globulaire. Le nid est principalement constitué de mousses, d'herbes et de radicelles de plantes. L'architecture du nid et la taille des couvées de Mérulaxe de la Perijá semblent similaires à celles rapportées pour d'autres espèces du genre telles S. griseicollis, S. parkeri, S. spillmanni, S. meridanus et S. parvirostris.
Son régime alimentaire est également peu connu mais, à la suite de l'étude du contenu stomacal de plusieurs spécimens, il semblerait qu'il se nourrisse exclusivement d'insectes.

## Répartition et habitat
Le Mérulaxe de la Perijá est une espèce endémique d'Amérique du Sud. Il vit dans la serranía de Perijá située en Colombie et au Venezuela, une région connue pour son fort endémisme. Jusqu'en 2015, cette espèce a ainsi été observée dans dix-neuf localités sur les deux versants de la serranía de Perijá, entre 1 600 et 3 225 mètres d'altitude, avec une aire de répartition probablement restreinte au nord de cette région, à plus de 1 600 mètres d'altitude. Plus précisément, du côté vénézuélien, le Mérulaxe de la Perijá a été repéré entre 1 800 et 3 120 mètres tandis qu'il vit entre 1 600 et 3 225 mètres en Colombie.
Le Mérulaxe de la Perijá semble vivre communément en lisière et sous le couvert dense des forêts humides et des forêts naines ainsi que dans les hautes-terres à buissons ligneux du biotope de páramo, notamment entre 2 500 et 3 000 mètres d'altitude. Certains individus isolés ont été observés alors qu'ils se nourrissaient dans des fourrés denses à moins d'un mètre du sol, souvent aux abords de la forêt et de la végétation broussailleuse le long des sentiers. D'autres ont été vus alors qu'ils couraient à travers les zones herbeuses ouvertes entre les buissons.
Aucune sympatrie n'a été enregistrée pour le Mérulaxe de la Perijá avec d'autres espèces du genre Scytalopus. Cependant, il se pourrait que son aire de répartition chevauche celle de Scytalopus atratus nigricans (qui occupe un micro-habitat différent, sur le versant est de la serranía de Perijá), à une altitude comprise entre 1 500 et 1 900 mètres. Il pourrait également cohabiter avec les populations du nord de Scytalopus griseicollis, à de faibles altitudes, au niveau de la serranía de Los Motilones (située au sud de la serranía de Perijá), en raison d'un habitat probablement adéquat pour ces deux espèces.

## Taxinomie et systématique
- - Eleoscytalopus
  - Myornis
  - 
    - Scytalopus novacapitalis
    - 
      - Scytalopus atratus
      - 
        - 
          - Scytalopus latebricola
          - Scytalopus caracae
          - Scytalopus perijanus
          - Scytalopus meridanus

        - Scytalopus aff. griseicollis

Entre 1941 et 1942, l'ornithologue américain Melbourne Armstrong Carriker collecte 27 mérulaxes de la même espèce dans six localités sur le versant occidental de la Serranía de Perijá et les rattache par erreur à Scytalopus atratus nigricans malgré des différences de taille et de couleur. À partir de 1953, les spécimens récupérés par Carriker commencent à attirer l'attention de biologistes. Ils sont alors successivement rattachés à Scytalopus latebricola, puis à Scytalopus caracae et à Scytalopus meridanus. Certains ornithologues ont également supposé qu'ils pourraient appartenir à une espèce non encore décrite ou constituer une sous-espèce de Scytalopus griseicollis en se basant sur une analyse vocale ou de Scytalopus meridanus d'après des études morphologiques.
En septembre 2006, Juan Pablo López et Alexander Cortés Diago prélèvent deux de ces mérulaxes dans une forêt de nuage à 2 450 mètres d'altitude sur le versant occidental colombien de la serranía de Perijá, mais les données comparatives s'avèrent insuffisantes. Entre juillet 2008 et février 2009, ils collectent seize nouveaux spécimens et effectuent des enregistrements dans la région précédemment explorée par Carriker entre 1941 et 1942 et ses alentours. L'environnement naturel y est composé de forêts de nuage, de forêts naines et de páramos, à une altitude comprise entre 2 450 et 3 050 mètres. En s'appuyant sur ces éléments, ils mènent des études vocales, morphologiques, génétiques et écologiques qui confirment que ces mérulaxes constituent une nouvelle espèce qu'ils décident d'appeler Scytalopus perijanus, le terme latin perijanus faisant référence à la montagne d'où cet oiseau est endémique. L'origine du nom du genre Scytalopus dérive étymologiquement du grec, signifiant littéralement « patte bâton », et fait référence à leurs pattes puissantes et épaisses.
L'holotype de Scytalopus perijanus, un mâle adulte, est découvert le 10 juillet 2008 par Jorge Enrique Avendaño dans la serranía de Perijá, au niveau de la vereda El Cinco rattachée à la municipalité de Manaure, à environ 2 450 m d'altitude.

## Menaces et protection

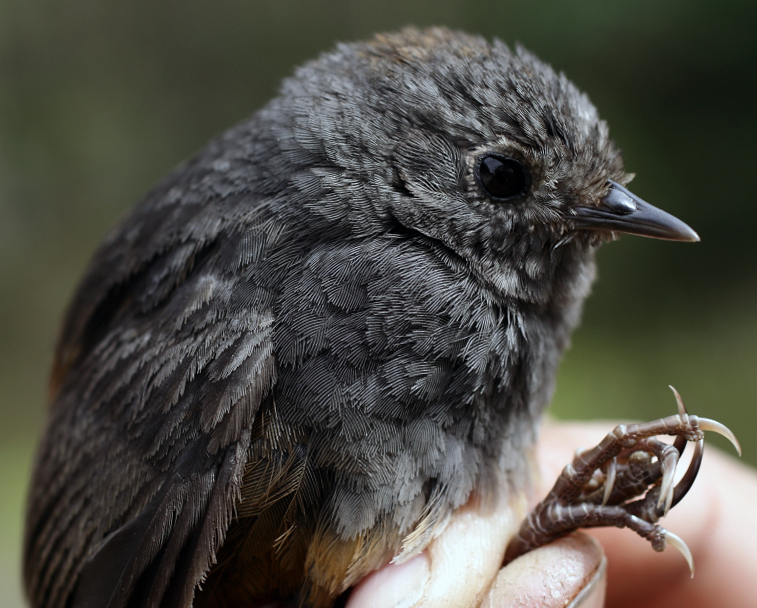
Mérulaxe de la Perijá.

Selon les auteurs Jorge Enrique Avendaño et al. (2015), bien que le Mérulaxe de la Perijá puisse tolérer un certain niveau de fragmentation de son aire de répartition, sa zone d'occurrence est estimée à environ 5 000 km2 et va continuer de diminuer tant en superficie qu'en qualité. Ils estiment ainsi que cette espèce répond aux critères de l'Union internationale pour la conservation de la nature (UICN) pour être considérée comme étant une « espèce en danger » (EN). En 2016, l'UICN la classe en tant qu'« espèce vulnérable ».
Toujours selon Jorge Enrique Avendaño et al. (2015), afin de protéger le Mérulaxe de la Perijá, il faudrait envisager la mise en place rapide de mesures de conservation en Colombie, les forêts de la serranía de Perijá ayant été en grande partie détruites sur le versant colombien. Le 28 janvier 2014, soit un an avant la description formelle du Mérulaxe de la Perijá, la réserve naturelle Chamicero del Perijá est cependant déjà créée par la fondation ProAves afin de conserver ce site considéré comme l'un des plus fragiles de Colombie. Dans cette réserve d'environ 749 hectares, outre le Mérulaxe de la Perijá, de nombreuses autres espèces d'oiseaux endémiques et quasi-endémiques sont protégées telles que la Métallure dorée et le Synallaxe de la Perija qui sont considérés comme étant en danger d'extinction selon l'UICN en 2015. En 2015, la région colombienne de la serranía de Perijá reste cependant dangereuse pour d'éventuelles incursions scientifiques, le bloc du Moyen Magdalena et le bloc Caraïbes, qui font partie des Forces armées révolutionnaires de Colombie, y étant retranchés. Au Venezuela, le parc national Sierra de Perijá, qui couvre 300 000 hectares, permet de protéger partiellement l'habitat du Mérulaxe de la Perijá.